# Neobisium inaequale
Neobisium inaequale är en spindeldjursart som beskrevs av Chamberlin 1930. Neobisium inaequale ingår i släktet Neobisium och familjen helplåtklokrypare. Inga underarter finns listade i Catalogue of Life.